# Starry Eyed
A Starry Eyed Ellie Goulding angol énekesnő második kislemeze debütáló, Lights című albumáról. A produceri munkálatokat Starsmith végezte, az Egyesült Királyságban 2010. február 21-én jelent meg digitális letöltés formájában. Az Egyesült Államokban 2011. február 15-én jelent meg egy digitális középlemez részeként. 2011. április 7-én lépett fel az énekesnő első alkalommal a tengerentúlon, akkor is ezt a dalt adta elő.

## Háttér
Ellie így beszélt a számról a Digital Spy-nak:
"Az elengedésről szól. Az összes más dal témájával ellentétben ez arról szól, hogy emberek találkoznak, és remek hangulatban töltik az időt, például egy fesztivál során vagy egy klubban. Olyan számot akartam, amely minden embert vidámmá tesz, akár a természetességtől, kábítószerek használatától, alkoholfogyasztástól vagy bármi mástól éri ezt el. Egy pop előadó vagyok, olyan felvételt akartam, amellyel mindenki azonosulni tud."
A Kick-Ass című film filmzenéje lett később a dal. A You Me at Six 2010. május 18-án előadta saját változatát a BBC Radio 1's The Jo Whiley Show című műsorban.

## Videóklip
A többek között Ross Cooper által rendezett videót Londonban forgatták, és 2010. január 20-án jelent meg. A videó forgatása közben Ellie megnyerte a BBC Sound of 2010 (BBC 2010 hangja) nevezetű szavazást. Egy alternatív verzió 2011. július 28-án jelent meg.

## Dallista
| 1. | Starry Eyed                        |  |  | 2:57 |
| 2. | Starry Eyed (Russ Chimes Remix)    |  |  | 5:08 |
| 3. | Starry Eyed (Little Noise Session) |  |  | 3:08 |

| 1. | Starry Eyed                                                    |  |  | 2:57 |
| 2. | Starry Eyed (Russ Chimes Remix)                                |  |  | 5:08 |
| 3. | Starry Eyed (Little Noise Session)                             |  |  | 3:08 |
| 4. | Starry Eyed (Penguin Prison Remix featuring Theophilus London) |  |  | 5:10 |

| 1. | Starry Eyed |  |  | 2:57 |

| 1. | Starry Eyed   |  |  | 2:57 |
| 2. | Fighter Plane |  |  | 4:25 |

## Megjelenési dátumok
| Ország             | Dátum             | Kiadó                                  | Formátum           |
| ------------------ | ----------------- | -------------------------------------- | ------------------ |
| Egyesült Királyság | 2010. február 21. | Polydor                                | Digitális letöltés |
| Egyesült Királyság | 2010. február 22. | Polydor                                | CD kislemez        |
| Németország        | 2010. április 23. | Universal Music                        | Digitális letöltés |
| Németország        | 2010. május 7.    | Universal Music                        | CD kislemez        |
| Egyesült Államok   | 2011. február 15. | Cherrytree Records, Interscope Records | Digitális letöltés |

## Fordítás
Ez a szócikk részben vagy egészben  a   Starry Eyed (Ellie Goulding song) című angol Wikipédia-szócikk fordításán alapul.  Az eredeti cikk szerkesztőit annak laptörténete sorolja fel. Ez a jelzés csupán a megfogalmazás eredetét és a szerzői jogokat jelzi, nem szolgál a cikkben szereplő információk forrásmegjelöléseként.